# Škoda VisionS
Škoda VisionS – samochód koncepcyjny czeskiej marki Škoda Auto zaprezentowany podczas targów motoryzacyjnych w Genewie w 2016 roku.

## Historia i opis modelu
Pojazd jest zapowiedzią dużego SUV-a marki, który otrzymał nazwę Kodiaq. Zbudowany został na bazie płyty podłogowej MQB. Charakterystycznym elementem nadwozia konceptu są ostre krawędzie, dynamiczna sylwetka, przetłoczenia oraz wielkie koła. Linia dachu przechodzi delikatnie w mały spojler. Auto otrzymało także dwie duże końcówki układu wydechowego oraz listwę LED wzdłuż klapy bagażnika pełniącą funkcję światła STOP. Przód pojazdu wyposażony został w reflektory wykonane w technologii LED oraz charakterystyczną dla marki atrapę chłodnicy. Wnętrze pojazdu wyposażone zostało w trzy rzędy siedzeń przeznaczone dla siedmiu osób, a także w dotykowe ekrany umieszczone za kierownicą, w konsoli środkowej, przed fotelem pasażera oraz w każdy zagłówku foteli. Przy każdym z foteli umieszczono Phonebox, czyli miejsce do bezprzewodowego ładowania telefonów.
Auto jest hybrydą wyposażoną w trzy silniki: benzynowy 1.4 TSI o mocy 156 KM oraz dwa silniki elektryczne. Silnik napędzający przednią oś pojazdu otrzymał moc 54 KM, a tylną 114 KM. Łączna moc silnika pojazdu wynosi 225 KM.